# La Poma Bikepark
La Poma Bikepark és un complex esportiu a l'aire lliure ubicat a Premià de Dalt (Maresme). S'hi practiquen tota mena d'esports: skate, trial, BMX, pumptrack i dirt jump. La Poma Bikepark neix l'any 2005 com a 'campet' per a la pràctica del dirtjump. Els fundadors de la Poma Bikepark han celebrat enguany els 15 anys de l'obertura de les instal·lacions. Anys després, i després de diverses inversions i millores, avui és un dels bikeparks de referència a nivell mundial i és considerat el millor d'Europa per centenars de riders; és al top 5 mundial segons GMBN i un dels spots més preuats per a sponsors i riders. Algunes promeses locals han sortit d'aquestes instal·lacions: Andreu Lacondeguy, Bienvenido Aguado, Adolf Silva o Telma Torregrossa.
Les instal·lacions de La Poma Bikepark consten de circuits per a BMX i MTB: dual, pumptrack, dirt, drops… per a tots els nivells i estils. Consten de diferents 'dubbies' i 'peraltes' per a practicar el control de la bici i millorar així la conducció en general. A La Poma hi ha 3 pumptracks de diferents mides. Un més petit i idoni per a infants i principiants; i un altre més gros dividit en dos on es pot practicar la velocitat o entrenar per a d'altres modalitats (BMX, DH, enduro, dirt…)
La zona de Dirt Jump és l'espai on es concentren la majoria de salts de sorra de La Poma Bikepark. Té un total de 4 línies corresponents als diferents nivells de dificultat: campillito, Trail line, MBA line i Big line. A la Big line, la gran línia central, els riders més experimentats aconsegueixen fer trucs i figures espectaculars al vol.
Té pool, bowl, mòduls … La secció Foam i Resi consta d'una piscina d'escuma ideal per practicar els trucs sense prendre mal.
El Happy Ride Weekend és un dels esdeveniments més importants que organitza La Poma Bikepark. Es reuneixen els riders més importants del món per obtenir el títol que els acredita com a campions i campiones del Happy Ride Weekend en les seves respectives modalitats. Les instal·lacions de La Poma Bikepark es reuneixen d'apassionats del BMX, Enduro i Dirt Jump. Red Bull és un dels patrocinadors de l'acte.